# Anomala brevior
Anomala brevior är en skalbaggsart som beskrevs av Leon Fairmaire 1893. Anomala brevior ingår i släktet Anomala och familjen Rutelidae. Inga underarter finns listade i Catalogue of Life.